# 静岡県立下田高等学校
静岡県立下田高等学校（しずおかけんりつ しもだこうとうがっこう）は、静岡県下田市蓮台寺にある県立高等学校。現在、下田市内唯一の高等学校である。近隣には高等学校が少ないため、伊豆南部はもちろん、伊東市や西伊豆町など伊豆北部からも生徒が集まる。

## 概要
2008年、静岡県立下田北高等学校と静岡県立下田南高等学校を統合するとともに、当時の下田南高等学校南伊豆分校を継承して開校。新校舎は下田北高校の跡地に建設された。2023年度より全日制普通科が1学級減り、全日制普通科3学級、全日制理数科1学級、全日制園芸科1学級（南伊豆分校）、定時制普通科1学級である。
一年の内、最も盛り上がる行事として文化祭である「樟耀祭(しょうようさい)」が挙げられる。例年、6月第一金曜日から3日間行われ、1日目は文化の部校内発表、2日目は文化の部一般公開、3日目は体育の部(体育祭)が行われる。

## 沿革

### 静岡県立下田北高等学校
- 1879年1月 - 私立豆陽（とうよう）学校開校。創立者・依田勉三
- 1882年9月 - 静岡県立豆陽学校（初等科・中等科・初等中学師範科）に改称
- 1889年8月 - 賀茂郡立中学豆陽学校に改称（校舎移転）
- 1909年 - 校歌「望む峯巒（のぞむほうらん）」制定
- 1919年4月 - 静岡県立豆陽中学校に改称
- 1948年
  - 4月 - 学制改革により、静岡県立下田第一高等学校に改組
  - 5月 - 創立70周年記念式典
- 1949年4月 - 静岡県立下田北高等学校に改称
- 1979年10月 - 創立100周年記念式典
- 1997年4月 - 理数科設置
- 2007年12月 - 新校舎移転

### 静岡県立下田南高等学校
- 1920年4月 - 賀茂郡立賀茂高等女学校開校（修業年限４年）
- 1922年4月 - 静岡県立下田高等女学校に改称
- 1948年
  - 4月 - 学制改革により静岡県立下田第二高等学校に改組
  - 9月 - 組合立南賀分校を開設（昼間定時制課程）・本校に定時制課程を開設
- 1949年4月 - 静岡県立下田南高等学校（普通科、商業科併置）に改称
- 1950年10月 - 創立30周年記念式典
- 1956年4月 - 南賀分校を南伊豆分校と改称
- 1957年4月 - 南伊豆分校を農業科に変更
- 1959年4月 - 南伊豆分校を全日制課程に変更
- 1963年4月 - 南伊豆分校園芸科に変更
- 1970年10月 - 創立50周年記念式典
- 1978年9月 - 定時制創立30周年記念式典
- 1992年4月 - 全日制普通科男女共学開始
- 1998年9月 - 南伊豆分校創立50周年記念式典
- 2000年11月 - 創立80周年記念式典
- 2008年3月 - 新設校舎に移転

### 静岡県立下田高等学校
- 2008年4月 - 静岡県立下田高等学校開校。第1学年全日制普通科240名、理数科40名、定時制普通科40名、南伊豆分校園芸科40名
- 2011年4月 - 第1学年全日制課程普通科200名、他は同じ
- 2014年10月 - 創立135周年記念式典
- 2023年4月 - Aコースを廃止

## 部活動
2025年度から複数の部活において合併、募集停止の措置が取られた。

### 運動部
- 陸上競技部
- サッカー部

2020年9月26日の県大会で出場できる選手が8人しかいない中、沼津城北高相手の1回戦で勝利したことが話題となった。
- 水泳部
- 弓道部
- 剣道部
- 柔道部
- 野球部
- 女子ソフトテニス部
- 女子テニス部
- 女子バスケットボール部
- 女子バレーボール部
- 男子ソフトテニス部
- 男子テニス部
- 男子バスケットボール部
- 男子バレーボール部
- 卓球部

### 文化部
- パソコン部
- 書道部
- 美術部
- 写真部
- 自然科学部
- 生活科学部
- 茶道部
- 箏曲部
- 吹奏楽部

## 学校名について
開校まで3年を切った2005年、当時の下田北高校およびその前身である旧制豆陽中学校の同窓会組織「下田豆陽会」が、新設校の校名案として「下田豆陽高校」を全会一致で採択、翌2006年5月に静岡県教育委員会へ「校名等についての要望書」として陳情した。この校名案は下田高女（下田南高）の「下田」と豆陽中学（下田北高）の「豆陽」を掛け合わせたもので、
- 両校の伝統と校風を継承する新設校の校名として最適であること
- 当時まだ仮称であった「下田高校」という校名は「島田高校」と混同されやすいこと

などが採択の理由であった。一方、静岡県教育委員会が2006年秋に実施した新校名公募の上位3案においても、
- 下田豆陽高校：3,250件
- 下田高校：200件
- 伊豆下田高校：40件

と、以上のとおり圧倒的に「下田豆陽高校」に支持が集まっていたが、2007年6月の静岡県議会定例会において最終的に新校名は「下田高校」と決定。これを受けて下田豆陽会は2007年6月20日に「新構想高校公募に関する報告とお礼」と題する新聞広告を出し、一連の経過報告と謝辞を述べている。なお、下田豆陽会は下田高校・旧下田北高および旧制豆陽中学・旧下田南高および旧制下田高女の同窓会組織として引き続き活動している。

## 校歌
開校に伴い、新たに校歌を制定。自身の所有していたプレジャーボート「光進丸」を西伊豆町の安良里漁港を母港として停泊させるなど賀茂地区に所縁のある加山雄三が弾厚作名義で作詞・作曲した。
なお、これとは別に旧・下田北高の校歌を「学生歌」として、旧・下田南高の校歌を「逍遥歌」として、それぞれ制定し、引き続き歌い継がれている。

## 著名な出身者

### 旧下田北高および旧制豆陽中学
- 近藤平三郎 - 薬学博士、東京帝国大学薬学部長（文化勲章受章）
- 藤井隆 (生物学者) -  理学博士、東京大学名誉教授
- 外岡茂十郎 - 法学博士（日本学士院賞受賞）、早稲田大学名誉教授、元早稲田大学野球部部長（野球殿堂入り）
- 船津衛 - 東京大学文学部教授
- 木村靖二 - 東京大学文学部教授
- 小浪充 - 東京外語大学教授
- 土屋義彦 - 第17-18代参議院議長・元埼玉県知事
- 森和夫 - 東洋水産創設、会長・社長
- 楠山俊介 - 元歯科医師、元下田市長、下田市議会議員
- 福井祐輔 - 元防衛大学校教授、元下田市長
- 鈴木みそ - 漫画家
- 鈴木由美子 - 漫画家
- 栗原はるみ - 料理研究家
- 三國連太郎 - 俳優（旧制豆陽中学を2年で中退）
- 浦岡敬一 - 映画編集技師
- 御法川修 - 映画監督
- 車谷弘 - 文藝春秋編集長・俳人
- 黒田秀俊 - 中央公論編集長
- 原秀三郎 - 歴史学者、静岡大学名誉教授
- 西田豊明 - 元ソフトテニス選手（第一回世界ソフトテニス選手権大会個人優勝）、日本体育大学名誉教授
- 秀男 - 大相撲の元呼出
- 山田幸美 - フリーアナウンサー

### 旧下田南高および旧制下田高女
- 大久保婦久子 - 皮革工芸家、下田市名誉市民（文化勲章受章）
- 平野ますみ - 詩人、児童文学者
- 桜町弘子 - 女優
- 浅田史樹 - プロゴルファー
- 伊藤信博 - 元バレーボール選手
- ぷろたん - YouTuber

## 交通
- 伊豆急行線　蓮台寺駅より徒歩15分